# G7

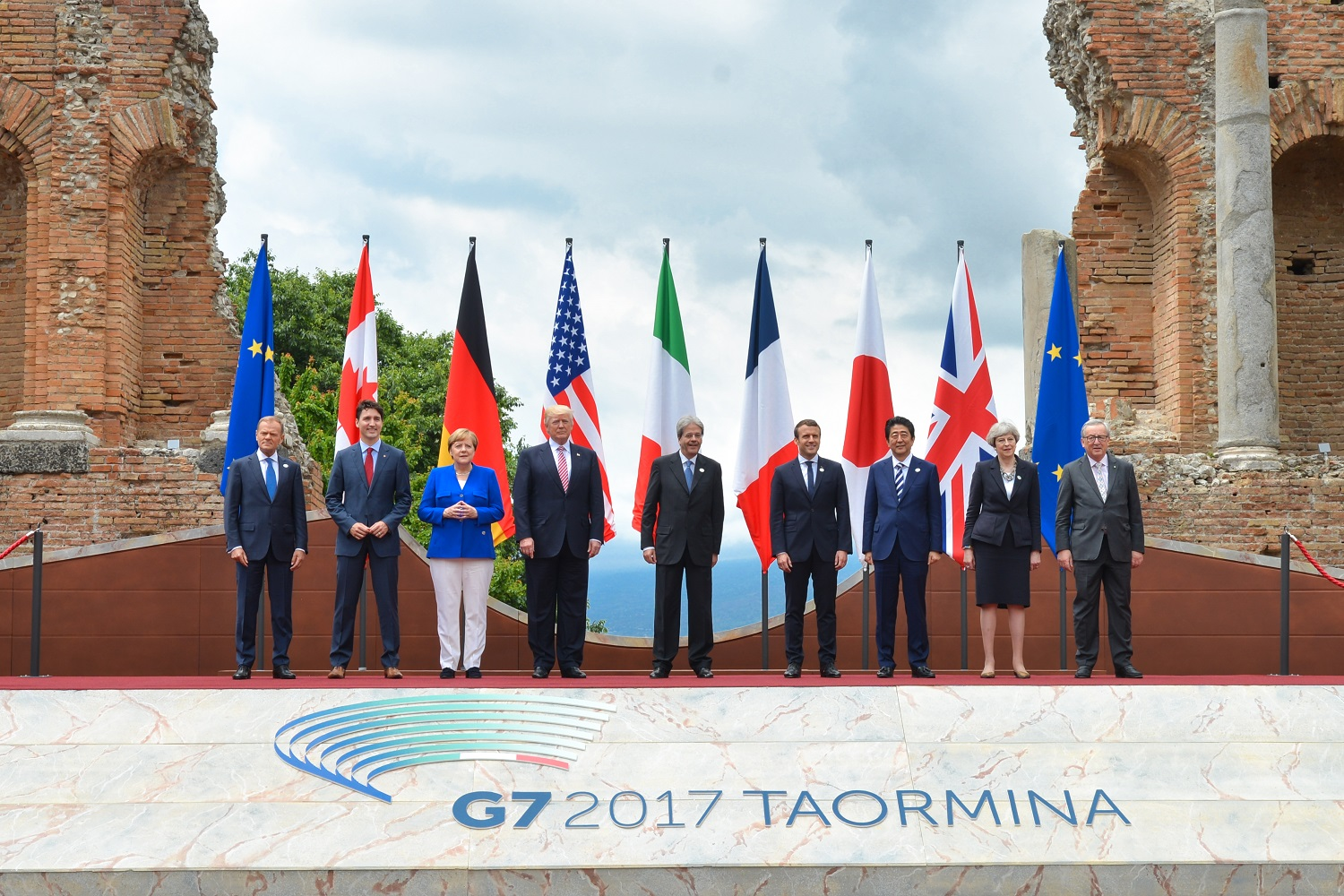
Die Staats- und Regierungschefs beim G7-Gipfel 2017 im italienischen Taormina

Die G7 (Abkürzung für Gruppe der Sieben) ist ein informeller Zusammenschluss der zu ihrem Gründungszeitpunkt bedeutendsten Industriestaaten mit liberal-demokratischen Werten, in Form regelmäßiger Gipfeltreffen der Staats- und Regierungschefs. Das Forum dient dem Zweck, Fragen der Weltwirtschaft zu erörtern. Dem Gremium gehören Deutschland, Frankreich, Italien, Japan, Kanada, das Vereinigte Königreich und die Vereinigten Staaten an. Die Europäische Union hat einen Beobachterstatus.
Die G7-Staaten stellen etwa 10 Prozent der Weltbevölkerung und erwirtschaften etwa 45 Prozent des weltweiten Bruttonationaleinkommens.
Die Gruppe wurde 1975 etabliert und 1998 durch die Aufnahme Russlands zur G8 erweitert. Am 24. März 2014 schlossen die anderen Mitglieder Russland aufgrund der Annexion der Krim aus und kehrten zum vorherigen Format der G7 zurück.

## Entstehung und Aufgabenbereiche

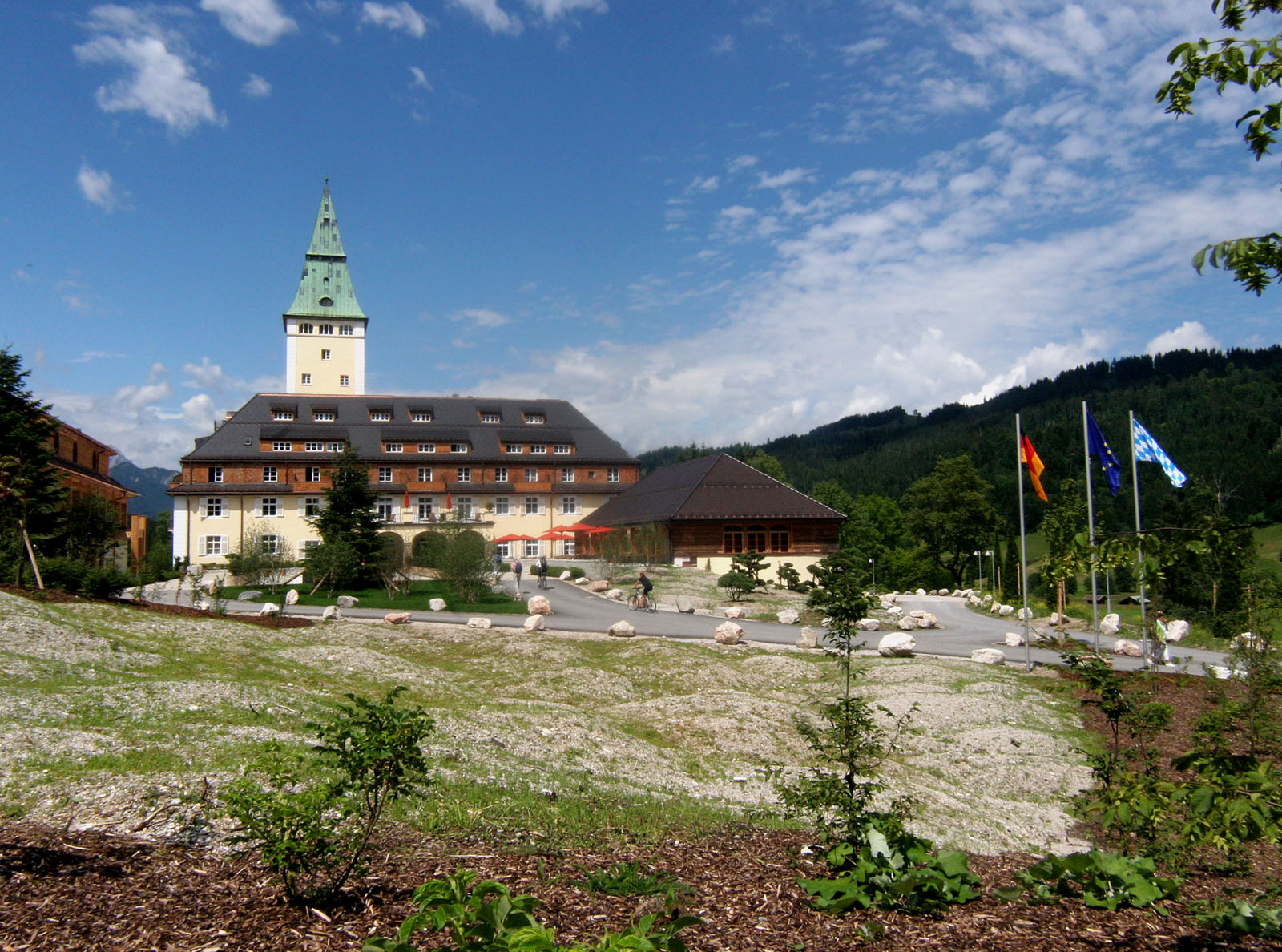
Tagungsort der G7-Gipfel 2015 und 2022: Schloss Elmau in den Alpen

Gegründet wurde die Gruppe 1975 als Gruppe der Sechs (G6) im Rahmen eines Kamingespräches auf Schloss Rambouillet. An dem G6-Gipfel in Rambouillet vom 15. bis 17. November 1975 nahmen die Staats- und Regierungschefs von sechs Ländern teil: Bundesrepublik Deutschland (vertreten durch Bundeskanzler Helmut Schmidt), Frankreich (mit Präsident Valéry Giscard d’Estaing als Gastgeber), Großbritannien, Italien, Japan und die Vereinigten Staaten. Die Themen damals waren die Währungspolitik nach dem Zusammenbruch des Wechselkurssystems von Bretton Woods und die Reaktion auf die erste große Ölkrise. Damals war der Gipfel als Forum geplant, um im kleinen Kreis über Finanz- und Währungsfragen zu diskutieren. Ihr Themenbereich hat sich aber erheblich ausgeweitet, wodurch Gesundheits- und Bildungspolitik, Wirtschaft, Bevölkerungsentwicklung, Umwelt, Klimawandel, Außenpolitik, Fragen des internationalen Rechtes, Strafverfolgung, Terrorismus, internationaler Handel und Binnenangelegenheiten (Anbindung an Land-, See- und Luftwege) in den Debatten besprochen werden. Außenpolitische Themen haben sich mittlerweile in den Vordergrund geschoben, da die internationalen Verknüpfungen diese Angelegenheiten vorrangig werden lassen.

Die G6 selbst wiederum ging auf die informelle „Gruppe der Fünf“ (G5) zurück. Diese war ein Treffen der Finanzminister und Zentralbankchefs der USA, der Bundesrepublik Deutschland, des Vereinigten Königreichs und Frankreichs ab 25. März 1973 – ab September 1973 mit Japan – in der Bibliothek des Weißen Hauses, weshalb diese Gruppe auch Library Group genannt wurde. Vom 27. Juni 1976 bis 1998 existierte bereits eine G7 mit Kanada, aber ohne Russland, und von 1998 bis zum 24. März 2014 eine G8 mit Russland. 

Vollmitglieder (1998–2014 mit Russland)
Die 1998 nur durch die Europäische Union repräsentierten Staaten.

Zur Vorbereitung der jährlichen Gipfel wurden G8-Ministertreffen abgehalten, an denen auch ausgewählte internationale Experten teilnahmen. Von der G8 wurde als eine Initiative gegen Massenvernichtungswaffen die Globale-G8-Partnerschaft ins Leben gerufen. Transnationale Probleme können „in der globalisierten Welt […] nur im Verbund mit anderen gelöst werden“, lautete die G8-Vorstellung der Bundesregierung.
Die nach dem Ausschluss Russlands seit 2014 wieder als G7 operierende Arbeitsgemeinschaft gilt nicht als internationale Organisation, sondern als internationales Netzwerk, welches zwar auch auf Normen und Regeln beruht, allerdings keine inhaltlichen oder substanziellen Vorschriften besitzt. Ihre Treffen sind informell, um in „entspannter Runde“ globale Themen und Probleme zu beraten. Den Vorsitz übernimmt jeweils ein Land für die Dauer eines Jahres. Auf dem jährlichen Weltwirtschaftsgipfel treffen sich die Staats- und Regierungschefs der G7-Staaten und anderer Staaten. Kurz zuvor kommen die Außenminister der Staaten zusammen und erörtern speziell außenpolitische Themen. Daneben gibt es im Rahmen des G7-Prozesses ständige Konsultationen unter den Vollmitgliedern.
Aus den jährlichen Treffen in kleiner Runde ist inzwischen eine permanente Kooperation auf der Ebene von Ministern und hohen Regierungsbeamten geworden. Sie bereiten die jährlichen Gipfel vor, stimmen nationale Positionen ab und sorgen bereits im Vorfeld der Gipfel teilweise für eine Klärung unterschiedlicher Positionen. Zu diesem Zweck entsendet jedes Land sogenannte Sherpas und Sous-Sherpas. Der aktuelle deutsche Sherpa unter Kanzler Merz ist Levin Holle. Prominente deutsche Sherpas waren unter anderem der spätere Bundespräsident Horst Köhler sowie der frühere Präsident der Deutschen Bundesbank, Hans Tietmeyer.

## Wirtschaftskennzahlen

### Anteil an der Weltwirtschaft
1975 und 1976 waren die G6 bzw. die G7 die sechs bzw. sieben größten Volkswirtschaften der Welt, gemessen am Bruttoinlandsprodukt in jeweiligen Wechselkursen und Preisen (in US-Dollar).
Während in den ersten Jahren die Gruppe der Sieben gleichbedeutend war mit den Großen Sieben, hat sich diese Situation durch den Aufstieg mehrerer großer Schwellenstaaten seit den 1990er-Jahren geändert. 2020 lag der wirtschaftlich kleinste Staat Kanada in der Liste der Länder nach Bruttoinlandsprodukt auf dem 9. Rang. Zu den größeren Volkswirtschaften vor Kanada gehören seit Anfang der 1990er-Jahre die Volksrepublik China und seit 2010 Indien, nach Kaufkraftparität gerechnet zusätzlich weitere sechs Staaten.
| Staat                             | Bevölkerung | Bevölkerung | Fläche      | Fläche | BIP (nominell) | BIP (nominell) | BIP (Kaufkraftparität) | BIP (Kaufkraftparität) | Exporte     | Exporte | HDI               | HDI   |
| Staat                             | in Mio.     | in %        | in Tsd. km² | in %   | in Mrd. USD    | in %           | in Mrd. Int. $         | in %                   | in Mrd. USD | in %    | Wert              | Platz |
| --------------------------------- | ----------- | ----------- | ----------- | ------ | -------------- | -------------- | ---------------------- | ---------------------- | ----------- | ------- | ----------------- | ----- |
| Deutschland                       | 83,3        | 1,0         | 357         | 0,2    | 4.086          | 4,1            | 5.370                  | 3,3                    | 1.655       | 6,6     | (sehr hoch) 0,942 | 9     |
| Frankreich 1                      | 67,5        | 0,8         | 633         | 0,4    | 2.780          | 2,8            | 3.696                  | 2,3                    | 618         | 2,5     | (sehr hoch) 0,903 | 28    |
| Italien                           | 58,9        | 0,7         | 301         | 0,2    | 2.012          | 2,0            | 3.059                  | 1,9                    | 657         | 2,6     | (sehr hoch) 0,895 | 30    |
| Japan                             | 123,3       | 1,5         | 378         | 0,3    | 4.238          | 4,2            | 6.145                  | 3,8                    | 747         | 3,0     | (sehr hoch) 0,925 | 19    |
| Kanada                            | 38,8        | 0,5         | 9.985       | 6,7    | 2.138          | 2,1            | 2.265                  | 1,4                    | 597         | 2,4     | (sehr hoch) 0,936 | 15    |
| Vereinigte Staaten 1              | 343,6       | 4,3         | 9.837       | 6,6    | 25.463         | 25,4           | 25.463                 | 15,5                   | 2.065       | 8,3     | (sehr hoch) 0,921 | 21    |
| Vereinigtes Königreich 1          | 67,9        | 0,8         | 262         | 0,2    | 3.082          | 3,1            | 3.717                  | 2,3                    | 529         | 2,1     | (sehr hoch) 0,929 | 18    |
| G7                                | 783,3       | 9,7         | 21.753      | 14,6   | 43.799         | 43,7           | 49.715                 | 30,3                   | 6.868       | 27,6    | (sehr hoch)       | -     |
| Europäische Union                 | 448,4       | 5,6         | 4.104       | 2,7    | 16.713         | 16,7           | 24.357                 | 14,9                   | 2.704       | 10,9    | (sehr hoch)       | -     |
| Welt                              | 8.045,0     | 100,0       | 149.430     | 100,0  | 100.135        | 100,0          | 163.837                | 100,0                  | 24.905      | 100,0   | 0,732             | -     |
| 1 mit Außen- bzw. Überseegebieten |             |             |             |        |                |                |                        |                        |             |         |                   |       |

Stand / Quelle: Bevölkerung 2023,
nominelles BIP 2022,
BIP (KPP) 2022,
Exporte 2022,
HDI 2021
Rechnet man den Beobachterstatus der EU ein, so erhöht sich für 2022 die Repräsentanz auf 12,8 % der Weltbevölkerung und 37,7 % des Bruttoinlandsprodukts in Kaufkraftparität bzw. 51,5 % in US-Dollar.

### Vergleich mit BRICS

Anteil des BIP (Kaufkraftparität) der G7 und BRICS an der Weltwirtschaft

|                        | G7   | BRICS  |
| ---------------------- | ---- | ------ |
| Bevölkerung            | 10 % | 45 %   |
| Fläche                 | 15 % | 31 %   |
| BIP (nominell)         | 44 % | 29 %   |
| BIP (Kaufkraftparität) | 30 % | 36 %   |
| Exporte                | 28 % | 24 % 1 |

## Liste der G6-, G8- und G7-Treffen
| Liste der G6-, G8- und G7-Treffen | Liste der G6-, G8- und G7-Treffen | Liste der G6-, G8- und G7-Treffen | Liste der G6-, G8- und G7-Treffen  | Liste der G6-, G8- und G7-Treffen | Liste der G6-, G8- und G7-Treffen |
| Zyklus                            | Nr.                               | Datum                             | Bezeichnung                        | Land                              | Hauptthemen |
| --------------------------------- | --------------------------------- | --------------------------------- | ---------------------------------- | --------------------------------- | --- |
| 1                                 | 1.                                | 15. – 17.11.1975                  | G6-Gipfel in Rambouillet 1975      | Frankreich                        | Erste Ölkrise und der Zusammenbruch des Bretton-Woods-Systems |
| 1                                 | 2.                                | 27. – 28.06.1976                  | G7-Gipfel in San Juan 1976         | Vereinigte Staaten                | |
| 1                                 | 3.                                | 07. – 08.05.1977                  | G7-Gipfel in London 1977           | Vereinigtes Königreich            | |
| 1                                 | 4.                                | 16. – 17.07.1978                  | G7-Gipfel in Bonn 1978             | BR Deutschland                    | Weltkonjunktur, Einsparung von Öl |
| 1                                 | 5.                                | 28. – 29.06.1979                  | G7-Gipfel in Tokio 1979            | Japan                             | Flugzeugentführungen, Indochina-Flüchtlinge |
| 1                                 | 6.                                | 22. – 23.06.1980                  | G7-Gipfel in Venedig 1980          | Italien                           | |
| 1                                 | 7.                                | 20. – 21.07.1981                  | G7-Gipfel in Ottawa 1981           | Kanada                            | |
| 2                                 | 8.                                | 04. – 06.06.1982                  | G7-Gipfel in Versailles 1982       | Frankreich                        | Wachstum der Weltwirtschaft und Beschäftigung, Förderung des Welthandels, Vorgehen gegenüber der UdSSR, Entwicklungshilfe, Stabilität im Weltwährungssystem, Libanonkrieg                                                                                                   |
| 2                                 | 9.                                | 28. – 30.05.1983                  | G7-Gipfel in Williamsburg 1983     | Vereinigte Staaten                | |
| 2                                 | 10.                               | 07. – 09.06.1984                  | G7-Gipfel in London 1984           | Vereinigtes Königreich            | |
| 2                                 | 11.                               | 02. – 04.05.1985                  | G7-Gipfel in Bonn 1985             | BR Deutschland                    | Wachstum und Beschäftigung, Beziehung zu den Entwicklungsländern, Multilaterales Handelssystem und internationales Währungssystem, Umweltpolitik, Zusammenarbeit in Wissenschaft und Technologie                                                                            |
| 2                                 | 12.                               | 04. – 06.05.1986                  | G7-Gipfel in Tokio 1986            | Japan                             | Auswirkungen der Nuklearkatastrophe von Tschernobyl, Internationaler Terrorismus, Weltwirtschaft |
| 2                                 | 13.                               | 08. – 10.06.1987                  | G7-Gipfel in Venedig 1987          | Italien                           | |
| 2                                 | 14.                               | 19. – 21.06.1988                  | G7-Gipfel in Toronto 1988          | Kanada                            | Internationale wirtschaftliche Zusammenarbeit, Multilaterales Wirtschaftssystem/Uruguay-Runde, neue industrialisierte Volkswirtschaften, Entwicklungsländer und Schulden, Umwelt, Künftige Gipfel, Anhang zur Strukturreform                                                |
| 3                                 | 15.                               | 14. – 16.07.1989                  | G7-Gipfel in Paris 1989            | Frankreich                        | |
| 3                                 | 16.                               | 09. – 11.07.1990                  | G7-Gipfel in Houston 1990          | Vereinigte Staaten                | |
| 3                                 | 17.                               | 15. – 17.07.1991                  | G7-Gipfel in London 1991           | Vereinigtes Königreich            | |
| 3                                 | 18.                               | 06. – 08.07.1992                  | G7-Gipfel in München 1992          | Deutschland                       | Weltwirtschaft, Lage in den Entwicklungsländern, Themen zu Zentral- und Osteuropa, Nachfolgestaaten der Sowjetunion |
| 3                                 | 19.                               | 07. – 09.07.1993                  | G7-Gipfel in Tokio 1993            | Japan                             | |
| 3                                 | 20.                               | 08. – 10.07.1994                  | G7-Gipfel in Neapel 1994           | Italien                           | |
| 3                                 | 21.                               | 15. – 17.06.1995                  | G7-Gipfel in Halifax 1995          | Kanada                            | |
| 4                                 | 22.                               | 27. – 29.06.1996                  | G7-Gipfel in Lyon 1996             | Frankreich                        | |
| 4                                 | 23.                               | 20. – 22.06.1997                  | G7-Gipfel in Denver 1997           | Vereinigte Staaten                | |
| 4                                 | 24.                               | 15. – 17.05.1998                  | G8-Gipfel in Birmingham 1998       | Vereinigtes Königreich            | |
| 4                                 | 25.                               | 18. – 20.06.1999                  | G8-Gipfel in Köln 1999             | Deutschland                       | Umwelt, Außenpolitik, internationale Finanzpolitik, Ziele und Bestrebungen für lebenslanges Lernen, Kölner Schuldeninitiative |
| 4                                 | 26.                               | 21. – 23.07.2000                  | G8-Gipfel in Okinawa 2000          | Japan                             | erstmalige Teilnahme afrikanischer Regierungschefs, Gesundheit, Überwindung der „Digitalen Kluft“ |
| 4                                 | 27.                               | 21. – 22.07.2001                  | G8-Gipfel in Genua 2001            | Italien                           | Bekämpfung der Armut in der Welt, globaler Fonds zur Seuchenbekämpfung, Liberalisierung des Welthandels, Kyoto-Protokoll |
| 4                                 | 28.                               | 26. – 27.06.2002                  | G8-Gipfel in Kananaskis 2002       | Kanada                            | Vorsitz Russlands bei den G8, G8-Afrika-Aktionsplan, weitere Mittel für Kölner Schuldeninitiative, Bildung, Wirtschaftswachstum, Umweltschutz und nachhaltige Entwicklung, Überwindung der „Digitalen Kluft“, Terrorismus, Reise- und Transportsicherheit, regionale Krisen |
| 5                                 | 29.                               | 01. – 03.06.2003                  | G8-Gipfel in Évian-les-Bains 2003  | Frankreich                        | Entwicklungszusammenarbeit, Schuldenerlass, AIDS-Bekämpfung, Überwindung von Armut, Verbesserung der Teilnahmechancen armer Länder am Welthandel |
| 5                                 | 30.                               | 08. – 10.06.2004                  | G8-Gipfel in Sea Island 2004       | Vereinigte Staaten                | Internationaler Terrorismus, Entwicklungshilfe, Naher und Mittlerer Osten |
| 5                                 | 31.                               | 06. – 08.07.2005                  | G8-Gipfel in Gleneagles 2005       | Vereinigtes Königreich            | Globale Klimaveränderung, wirtschaftliche Entwicklung Afrikas, Nichtverbreitung von Atomwaffen |
| 5                                 | 32.                               | 15. – 17.07.2006                  | G8-Gipfel in Sankt Petersburg 2006 | Russland                          | Nutzung der Atomenergie, Israel-Libanon-Krise |
| 5                                 | 33.                               | 06. – 08.06.2007                  | G8-Gipfel in Heiligendamm 2007     | Deutschland                       | Energieverbrauch, Klimawandel, Raketenabwehrsysteme, Hilfe für Afrika |
| 5                                 | 34.                               | 07. – 09.07.2008                  | G8-Gipfel in Tōyako 2008           | Japan                             | Finanzkrise |
| 5                                 | 35.                               | 08. – 10.07.2009                  | G8-Gipfel in L’Aquila 2009         | Italien                           | Terrorismus, nukleare Abrüstung, Interventionen in Afghanistan, Pakistan und Afrika, Entwicklung von Abkommen zu Energieknappheit, Wasser, Klimaveränderung und Nahrungsmittelsicherheit                                                                                    |
| 5                                 | 36.                               | 25. – 26.06.2010                  | G8-Gipfel in Huntsville 2010       | Kanada                            | Finanzkrise, Wirtschaftskrise |
| 6                                 | 37.                               | 26. – 27.05.2011                  | G8-Gipfel in Deauville 2011        | Frankreich                        | Atomkraft, Arabischer Frühling |
| 6                                 | 38.                               | 18. – 19.05.2012                  | G8-Gipfel in Camp David 2012       | Vereinigte Staaten                | Weltwirtschaft, Energie und Klimawandel, Ernährung und Nahrungsversorgung, Afghanistan, Umschwung im Mittleren Osten und Nordafrika |
| 6                                 | 39.                               | 17. – 18.06.2013                  | G8-Gipfel am Lough Erne 2013       | Vereinigtes Königreich            | Bekämpfung von Steuerflucht, Bürgerkrieg in Syrien |
| 6                                 | 40.                               | 04. – 05.06.2014                  | G7-Gipfel in Brüssel 2014          | Belgien                           | Vor der völkerrechtswidrigen Annexion der Krim durch Russland zunächst als G8-Gipfel in Sotschi 2014 geplant, mit dem Sondertreffen in Den Haag verworfen und wieder G7 eingeführt                                                                                          |
| 6                                 | 41.                               | 07. – 08.06.2015                  | G7-Gipfel auf Schloss Elmau 2015   | Deutschland                       | |
| 6                                 | 42.                               | 26. – 27.05.2016                  | G7-Gipfel in Ise-Shima 2016        | Japan                             | Konjunkturfragen, Welthandel, Finanzstabilität, Geldwäsche, Steuerwettbewerb, Klimaschutz, Ungleichheit, Terrorismus, Krieg, Flüchtlingsströme, Migration, Bildung, Forschung, Antibiotikaresistenz                                                                         |
| 6                                 | 43.                               | 26. – 27.05.2017                  | G7-Gipfel in Taormina 2017         | Italien                           | |
| 6                                 | 44.                               | 08. – 09.06.2018                  | G7-Gipfel in La Malbaie 2018       | Kanada                            | |
| 7                                 | 45.                               | 24. – 26.08.2019                  | G7-Gipfel in Biarritz 2019         | Frankreich                        | |
| 7                                 | 46.                               | 2020 nicht                        | G7-Gipfel in Camp David 2020       | Vereinigte Staaten                | Wegen des Ausbruchs der COVID-19-Pandemie konnte das Treffen nicht wie geplant stattfinden. |
| 7                                 | 47.                               | 11. – 13.06.2021                  | G7-Gipfel in St Ives 2021          | Vereinigtes Königreich            | |
| 7                                 | 48.                               | 26. – 28.06.2022                  | G7-Gipfel auf Schloss Elmau 2022   | Deutschland                       | Klimapolitik, Bekämpfung der COVID-19-Pandemie, Stärkung der internationalen Zusammenarbeit und der Demokratie weltweit |
| 7                                 | 49.                               | 19. – 21.05.2023                  | G7-Gipfel in Hiroshima 2023        | Japan                             | Russischer Überfall auf die Ukraine; Zusammenarbeit mit internationalen Partnern; nukleare Abrüstung und Nichtverbreitung; wirtschaftliche Widerstandsfähigkeit und Sicherheit; Klima, Energie und Umwelt; Ernährung, Gesundheit und Entwicklung                            |
| 7                                 | 50.                               | 13. – 15.06.2024                  | G7-Gipfel in Fasano 2024           | Italien                           | Russischer Überfall auf die Ukraine |
| 7                                 | 51.                               | 16. – 17.06.2025                  | G7-Gipfel in Kananaskis 2025       | Kanada                            | Krieg zwischen Iran und Israel, Ukraine. Handelsabkommen und US-Zölle. Es gab keine gemeinsame Erklärung. |

Seit den Terroranschlägen am 11. September 2001 gilt der Grundsatz, einen Ort zu wählen, der gut abgesichert werden kann; es soll verhindert werden, dass die publizistische Wirkung von Protesten den Gipfel „ruiniert“.

## Entwicklung
| März 1973 – September 1973 | G4 (informelle Gruppe) | Vereinigte Staaten Vereinigtes Konigreich Frankreich Deutschland Bundesrepublik                      | Vereinigte Staaten, Vereinigtes Königreich, Frankreich, Bundesrepublik Deutschland |
| 1973                       | G5 (informelle Gruppe) | Vereinigte Staaten Vereinigtes Konigreich Frankreich Deutschland Bundesrepublik Japan                | Japan kommt hinzu                                                                  |
| 1975                       | G6                     | Vereinigte Staaten Vereinigtes Konigreich Frankreich Deutschland Bundesrepublik Japan Italien        | Italien wird Mitglied                                                              |
| 1976                       | G7                     | Vereinigte Staaten Vereinigtes Konigreich Frankreich Deutschland Bundesrepublik Japan Italien Kanada | Kanada tritt bei                                                                   |
| 1998                       | G8                     | Vereinigte Staaten Vereinigtes Konigreich Frankreich Deutschland Japan Italien Kanada Russland       | Russland wird Teilnehmer                                                           |
| 2014                       | G7                     | Vereinigte Staaten Vereinigtes Konigreich Frankreich Deutschland Japan Italien Kanada                | Russland wird ausgeschlossen                                                       |

## Kritik, Proteste und Alternativen
Kritisiert wurde die G7 (und auch die G8) unter anderem für ihre exklusive Zusammensetzung aus den hochentwickelten Staaten der Erde, welche die verschiedenen Regionen, Bevölkerungszahlen und Entwicklungsstadien der Staatenwelt nicht abbildet (Repräsentativitätsdefizit). Darüber hinaus wird die mangelnde Umsetzung beschlossener Programme und die Intransparenz der Entscheidungsfindung unter Ausschluss der Öffentlichkeit und Parlamente als problematisch angesehen (Legitimationsdefizit).
Genauso wie die Gipfel der Welthandelsorganisation (WTO) wurden auch die G7- und G8-Gipfel immer wieder Ziel von Protesten der globalisierungskritischen Bewegung und anderer sozialer Bewegungen.
Großes Medienecho löste der Tod von Carlo Giuliani aus, der während der Proteste 2001 von einem Polizisten beim Angriff auf ein Polizeifahrzeug in Genua erschossen wurde. Auch sonst zeichnete sich dieser Gipfel durch zahlreiche gewalttätige Auseinandersetzungen zwischen autonomen Gruppierungen und Polizisten im Umfeld der Demonstranten aus, was zu mehreren Gerichtsverfahren gegen Demonstranten und Polizisten führte. Mehrere zum Teil hochrangige Polizisten wurden wegen Körperverletzung und Folterung von Demonstranten angeklagt. Neben dem Prozess über die Übergriffe während der Stürmung der Diaz-Schule fand der Prozess über Folterung im Gefängnis Bolzaneto (siehe Bolzaneto-Prozess) große Aufmerksamkeit in den Medien (siehe dazu G8-Gipfel in Genua 2001).

### Weltjugendgipfel Y 7
Der „Weltjugendgipfel“ als Ergänzung der G7-Gipfeltreffen findet seit 2006 statt. 2018 fand dieser vom 16.–20. April in Ottawa statt.

### Weltsozialforum
Das Weltsozialforum sowie die kontinentalen und regionalen Sozialforen bieten Gegenveranstaltungen zu den Gipfeln der Welthandelsorganisation (WTO), dem Weltwirtschaftsforum (WEF) in Davos (Schweiz) und den jährlichen Weltwirtschaftsgipfeln der Regierungschefs der G7-Staaten. Die Foren sind offene Treffen, um direkte Einflussnahme und Diskussion von Ideen für zivile Personen und Gruppen zu ermöglichen. Inhaltlich richten sie sich gegen eine von Kapital oder jeglicher Form von Imperialismus dominierte Welt und machen sich für die Errichtung einer humanen Gesellschaft auf ihre Weise stark. Nach eigener Charta wird zusammen nachgedacht, über verschiedene Ansichten debattiert, werden Vorschläge formuliert und Erfahrungen frei ausgetauscht, ohne jedoch ihren Vorschlägen durch direkte Handlungsmacht – wie etwa Staatsregierungen sie haben – zur Durchführung verhelfen zu können.